# Бом (Горњи Алпи)
Бом (фр. Beaume) насеље је и општина у Француској у региону Прованса-Алпи-Азурна обала, у департману Горњи Алпи која припада префектури Гап.
По подацима из 2011. године у општини је живело 165 становника, а густина насељености је износила 5,57 становника/km². Општина се простире на површини од 29,64 km². Налази се на средњој надморској висини од 882 метара (максималној 1.640 m, а минималној 786 m).

## Демографија
| 1962. | 1968. | 1975. | 1982. | 1990. | 1999. | 2011. |
| ----- | ----- | ----- | ----- | ----- | ----- | ----- |
| 176   | 192   | 155   | 131   | 145   | 140   | 165   |

График промене броја становника у току последњих година